# Jaime Alfonso Ruiz
Jaime Alfonso Ruiz (Cali, 3 januari 1984) is een Colombiaanse voetballer. Ruiz maakte zijn Europese debuut in Westerlo, waar hij in zijn eerste seizoen meteen 17 doelpunten scoorde en topschutter werd.
In het seizoen 2009/2010 blesseerde hij zich in een oefenmatch aan zijn adductoren. Hij stond daardoor een vijftal weken aan de kant. Ook in het seizoen 2010/2011 kwam hij omwille van voortdurend blessureleed nauwelijks aan spelen toe. Westerlo besloot zijn contract daarom niet te verlengen. Begin mei 2011 maakte KV Mechelen bekend dat het Ruiz transfervrij had overgenomen. Ruiz kreeg een contract van 2 jaar, met een optie voor nog eens 2 jaar. Na KV Mechelen speelde hij opnieuw voor Westerlo en voor KSK Heist.

## Statistieken
| Seizoen         | Club                     | Competitie                       | Competitie | Competitie | Play-offs | Play-offs | Beker | Beker | Totaal | Totaal |
| Seizoen         | Club                     | Competitie                       | Wed.       | Dlp.       | Wed.      | Dlp.      | Wed.  | Dlp.  | Wed.   | Dlp.   |
| --------------- | ------------------------ | -------------------------------- | ---------- | ---------- | --------- | --------- | ----- | ----- | ------ | ------ |
| 2003-04         | Cortuluá                 | Categoría Primera A              | 3          | 0          | nvt       | nvt       | 0     | 0     | 3      | 0      |
| 2004-05         | Sociedad Deportiva Aucas | Campeonato Ecuatoriano de Fútbol | 25         | 6          | nvt       | nvt       | ?     | ?     | 25     | 6      |
| 2005-06         | Deportivo Pasto          | Serie B                          | 11         | 0          | nvt       | nvt       | 0     | 0     | 11     | 0      |
| 2006-07         | Club Sportivo Cienciano  | Primera División                 | 13         | 1          | nvt       | nvt       | 0     | 0     | 13     | 1      |
| 2007-08         | Alianza Atlético         | Primera División                 | 37         | 13         | nvt       | nvt       | ?     | ?     | 37     | 13     |
| 2008-09         | KVC Westerlo             | Jupiler Pro League               | 29         | 17         | nvt       | nvt       | 2     | 1     | 31     | 18     |
| 2009-10         | KVC Westerlo             | Jupiler Pro League               | 6          | 0          | 7         | 1         | 2     | 0     | 15     | 1      |
| 2010-11         | KVC Westerlo             | Jupiler Pro League               | 2          | 0          | 0         | 0         | 0     | 0     | 2      | 0      |
| 2011-12         | KV Mechelen              | Jupiler Pro League               | 14         | 3          | 6         | 2         | 1     | 0     | 21     | 5      |
| 2012-13         | KV Mechelen              | Jupiler Pro League               | 4          | 0          | 0         | 0         | 1     | 0     | 5      | 0      |
| 2013-14         | KVC Westerlo             | Tweede klasse                    | 21         | 5          | 0         | 0         | 3     | 1     | 24     | 6      |
| 2014-15         | KSK Heist                | Tweede klasse                    | 23         | 6          | 0         | 0         | 1     | 0     | 24     | 6      |
| 2015-16         | KSK Heist                | Tweede klasse                    | 0          | 0          | 0         | 0         | 0     | 0     | 0      | 0      |
| Carrière totaal | Carrière totaal          | Carrière totaal                  | 188        | 51         | 13        | 3         | 10    | 2     | 211    | 56     |

## International
Ruiz nam in 2003 met Colombia deel aan het WK -20 jaar van 2003. Hij speelt nu ook mee in de eerste ploeg en speelde tot nog toe 7 interlands (2 doelpunten).

## Erelijst
| Individueel             |    |         |
| Topscorer Eerste klasse | 1x | 2008/09 |